# Giuseppe Pinto
Giuseppe Pinto, né à Noci, le 26 mai 1952, est un prélat italien et diplomate du Saint-Siège. Il parle couramment, outre l'italien, l'anglais, l'espagnol et le français.

## Biographie
Il naît le 26 mai 1952 à Noci, localité de la province de Bari. Il est ordonné prêtre le 1er avril 1978. Il est docteur en droit canon et entre au service diplomatique du Saint-Siège en 1984. 
Le 4 décembre 2001, il est nommé nonce apostolique au Sénégal et délégué apostolique en Mauritanie (en). Il est nommé archevêque titulaire (in partibus) de Pandosia (de) (Anglona). Il est consacré le 6 janvier 2002 en la basilique Saint-Pierre par saint Jean-Paul II lui-même, assisté de Mgr Robert Sarah, secrétaire de la congrégation pour l'évangélisation des peuples, et de Mgr Leonardo Sandri, substitut pour les affaires générales de la Secrétairerie d'État.
Le 5 février 2002, il est nommé en plus nonce apostolique au Mali (en), au Cap-Vert et en Guinée-Bissau (en). Le 6 décembre 2007, le pape Benoît XVI le nomme nonce apostolique au Chili (en),, charge qu'il remplit jusqu'au 10 mai 2011, quand il est nommé nonce aux Philippines (en). Le 1er juillet 2017, le pape François le nomme nonce apostolique en Croatie (en),. Mgr Gabriele Caccia lui succède à Manille.
Il démissionne de ce poste le 16 avril 2019.